# Rue Saint-Marc
Die Rue Saint-Marc ist eine öffentliche Straße im 2. Arrondissement im Quartier Vivienne von Paris in Frankreich. Sie beginnt an der Rue Montmartre 149 und endet an der Rue Favart 10. Der Name ist wahrscheinlich auf ein Schild aus dem 17. Jahrhundert zurückzuführen. Die Straße wurde um 1650 angelegt.

## Geschichte
Ein Ministerialbeschluss vom 5. Germinal im Jahr VI des französischen Revolutionskalenders (25. März 1798) legte die Breite der Straße auf 8 Meter fest. François Sébastien Letourneux unterschrieb den Beschluss. Aufgrund einer königlichen Ordonnanz vom 4. Mai 1826 wurde die Breite auf 10 Meter erhöht.
Ein Teil der Straße wurde früher als Rue Neuve Saint-Marc bezeichnet. Aufgrund eines Letters Patent vom 18. Februar 1780 wurde die Straße auf Kosten des Herzog von Choiseul Étienne-François de Choiseul 1784 öffentlich.

## Bemerkenswerte Bauwerke und Orte
- Hausnummer 8: Der Südeingang der Passage des Panoramas. Das Bauwerk stammt von Henri Sauvage. Hier fand Olympia Press unter dem Namen Nouvelle Société Olympia von 1971 bis 1972 seine Heimat.
- Hausnummer 10: Der Verleger Auguste Sautelet erschoss sich 1830 in seiner Wohnung. Das Restaurant Aux Lyonnais war Drehort von Woody Allens Midnight in Paris
- Hausnummer 14: Geburts- und Sterbeort des Schriftstellers Ernest Legouvé, sein Enkel, der Maler George Desvallières wurde hier ebenfalls geboren. Nach dem Tod Legouvés lebte in dem Haus der Komponist Émile Paladilhe.
- Hausnummer 24: Sitz des Moda Domani Institute

In der Rue Saint-Marc lebte zeitweise die Mutter von Madame de Pompadour, Louise-Madeleine de La Motte, dessen Wohnung von Gottfried von Wedderkop bezahlt wurde, dem zu dieser Zeit eine Liebschaft mit ihr nachgesagt wurde. De La Mottes Ehemann, François Poisson, schenkte das Haus später Madame de Pompadour als Mitgift bei ihrer Heirat mit Charles-Guillaume Le Normant, seigneur d’Étiolles.
Am 24. Mai 1959 wurde der algerische Anwalt Amokrane Ould Aoudia vor seinem Büro in der Rue Saint-Marc erschossen. Die Tat, die zur Zeit des Algerienkriegs geschah, wird der La Main Rouge zugesprochen.
Die Hausnummern 10, 18, 28, 30, 32, 34, 36 sind als monument historique eingestuft.